# Valerie Davies (arachnolog)
Valerie Ethel (Todd) Davies (ur. 29 września 1920, zm. 29 października 2012) – australijska arachnolog.
Valerie urodziła się jako trzecia córka Jamesa i Ethel Toddów w nowozelandzkim Wanganui, gdzie uczęszczała do Wanganui Girls' College. Następnie kontynuowała naukę na Victoria University w Wellington, by potem podjąć studia zoologii na Otago University w Dunedin, które zakończyła ze stopniem magistra. Otrzymała potem stypendium wyjazdowe do oxfordzkiego Somerville College, który zakończyła stopniem PhD. Wróciła do Dudein, gdzie wzięła ślub, po czym w 1963 przeprowadziła się z rodziną do Brisbane. W 1972 mianowano ją kuratorem Queensland Museum. Formalnie w 1985 przeszła na emeryturę, jednak pracę w muzeum kontynuowała do 2002 roku.
Praca naukowa Davies koncentrowała się na pająkach. Odbyła liczne ekspedycje badawcze. Opisała 17 nowych dla nauki rodzajów i ponad 100 gatunków. W 1988 odznaczona została Queensland Museum Medal, a w 2010 otrzymała nagrodę od International Society of Arachnology. Na jej cześć nazwano rodzaj Toddiana oraz 25 gatunków.